# Acragas humilis
Acragas humilis là một loài nhện trong họ Salticidae.
Loài này thuộc chi Acragas. Acragas humilis được Eugène Simon miêu tả năm 1900.